# ラムバー

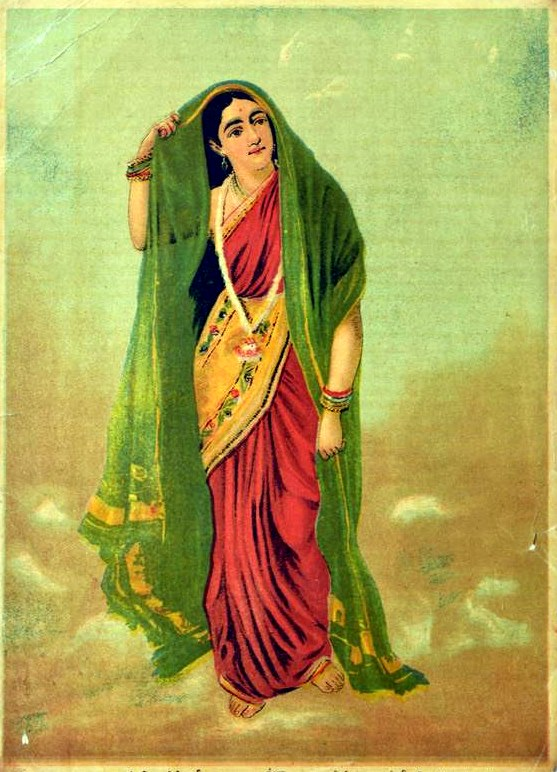
ラヴィ・ヴァルマによるラムバー。初期のリトグラフ。

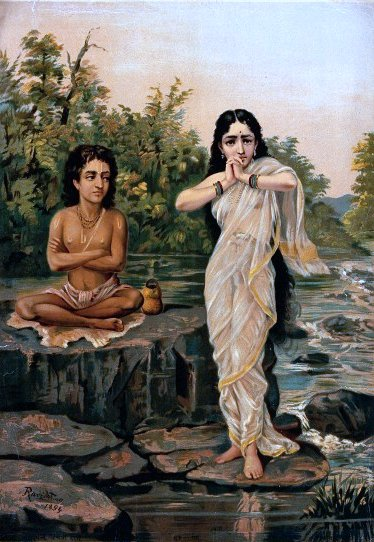
ラヴィ・ヴァルマによる1894年の絵画『ラムバーとシュクラ』。

ラムバー (Rambhā, 梵: रम्भा) は、インド神話に登場する有名なアプサラスである。ランバーとも表記される。乳海攪拌の際に生まれたとされ、その美貌ゆえにインドラ神の策略に利用されたことが伝えられている。
叙事詩『ラーマーヤナ』や『マハーバーラタ』では、ラムバーはクベーラ神の息子ナラクーバラの妻とされている。また『ヴィシュヌ・プラーナ』（2・8）では太陽神スーリヤの馬車に同乗する12のアプサラスの1人とされている。

## 神話
『パドマ・プラーナ』によると、ヴリトラ殺害を図ったインドラはランバーに命じ、バラモンでもあったヴリトラを誘惑し、本来バラモンには禁じられているスラー酒を飲むように仕向けた。飲酒後にヴリトラは失神し、その隙にインドラはヴリトラを殺した。
またラムバーは、インドラに命ぜられて大聖ヴィシュヴァーミトラを誘惑した。彼女はカッコウに変身したインドラに見守られながらヴィシュヴァーミトラに近づいたが、インドラの策略だと見抜いたヴィシュヴァーミトラによって、1年のあいだ大理石に変えられてしまった。
ラムバーは羅刹王ラーヴァナに犯されたこともあった。『ラーマーヤナ』によるとラーヴァナはランバーを一目見て美しさに心引かれて自分のものにしようとした。ラムバーは自らをラーヴァナの兄弟であるクベーラの息子の妻だと語って拒んだが、ラーヴァナは「アプサラスには夫などいない」と聞き入れなかった。この事実を知ったナラクーバラはラーヴァナに「女性から同意を得ずに犯したなら頭が裂ける」という呪いをかけた。この点について『マハーバーラタ』も同様の物語について簡潔に触れている。このためラーヴァナはラーマ王子の妃シーターをさらっても強引に汚すことができなかった。

## 仏教
上村勝彦は、『法華経』「陀羅尼品」における十羅刹女の筆頭にランバー、藍婆(らんば、Lambā)という名前が挙げられていることを指摘する。